# みんなの茶の間
『みんなの茶の間』（みんなのちゃのま）は、NHKラジオ第1放送で1966年4月6日から1978年11月22日まで放送されていた主婦向けの情報番組である。

## 概要
1978年11月の周波数変更の改編に『くらしのカレンダー』にリニューアルされた。

## 放送時間
- 毎週月曜日～土曜日 10:05 - 11:55

## 出演者
- 松平定知（1975年4月 - 1978年3月）[3]

## タイムテーブル
- 10:05 お便り紹介・話題
- 11:00 NHKニュース
- 11:05 お便り紹介
- 11:10 料理メモ
- 11:20 健康手帳（平日）・育児手帳（土曜）
- 11:30 私の本棚